# Creep (film 2014)
Creep è un film del 2014 diretto da Patrick Brice.
Film horror girato con la tecnica del found footage, vede in scena solamente due interpreti, lo stesso regista e Mark Duplass che ne è anche cosceneggiatore con lo stesso e coproduttore.

## Trama
Il videografo Aaron accetta un ingaggio in base al quale deve recarsi in un'abitazione piuttosto isolata di montagna per un paio di giorni di lavoro di cui non gli sono stati dati altri dettagli.
Giunto a destinazione, gli si presenta Josef, la persona che lo ha ingaggiato, che gli spiega il lavoro da fare. Come nel famoso film My Life - Questa mia vita, l'uomo vorrebbe essere ritratto nella quotidianità di questo week-end in montagna, per poter lasciare una testimonianza di sé al figlio che non potrà mai conoscere. È infatti affetto da una grave forma di tumore al cervello e la moglie Angela è incinta, per cui si è deciso a fare questo dono al figlio, prima che sia troppo tardi.
Il comportamento di Josef è piuttosto eccentrico e Aaron capisce presto di trovarsi di fronte ad una persona disturbata e potenzialmente pericolosa. Quando intercetta una telefonata di Angela, Aaron capisce che Josef si è inventato tutto e questa, che è la sorella di Josef e non la moglie, lo invita a scappare subito.
Aaron deve faticare non poco ma si libera di Josef. Questo però inizia un'opera di stalking verso il primo, inviando strani filmati dal sapore vagamente minaccioso. Josef invita poi Aaron ad un incontro per potersi scusare. Nel parco pubblico in cui dovevano incontrarsi, Josef uccide Aron filmando con una ripresa molto distante la scena. Quindi nel rivederla commenta come Aaron, buono e credulone, fosse una vittima perfetta.
Infine, Josef riceve la telefonata di un nuovo videografo che ha accettato un'altra sua proposta di lavoro.

## Distribuzione
Presentato al South by Southwest film festival l'8 marzo 2014, il film non è stato distribuito poi dalla piattaforma RADiUS-TWC che ne aveva acquisito i diritti. Gli stessi sono poi passati a The Orchard, che ne ha avviato la distribuzione video on demand nel giugno 2015, prima che il mese successivo la pellicola venisse inserita su Netflix che ne ha permesso la diffusione internazionale..

## Accoglienza
Sull'aggregatore Rotten Tomatoes il film riceve il 90% delle recensioni professionali positive con un voto medio di 7,3 su 10 basato su 31 critiche, mentre su Metacritic ottiene un punteggio di 74 su 100 basato su 6 critiche.

## Sequel
Il film ha avuto un seguito, Creep 2 del 2017, con lo stesso protagonista e realizzato dalla stessa compagine tecnica e venendo distribuito come video on demand..